# 富兰克林 (马萨诸塞州)

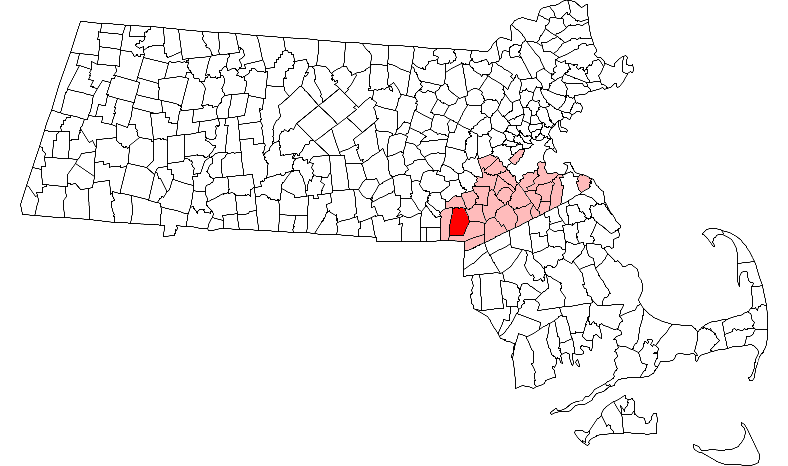

富蘭克林（英語：Franklin）是美國麻薩諸塞州諾福克縣的一個城市，面積70.0平方公里。根據美國2000年人口普查，人口29,560人。
1660年白人開始殖民，1788年建鎮。